# Stinson Reliant

Stinson Vultee V77

De Stinson Reliant (SR) was een Amerikaanse eenmotorige hoogdekker met vier-vijf zitplaatsen, ontwikkeld en gebouwd door Stinson Aircraft Company en voortgedreven door een negencilinder stermotor. De vleugels waren met vleugelstijlen aan de romp bevestigd. Het toestel maakte zijn eerste vlucht in 1933. Er zijn in totaal 1327 stuks gebouwd. De Stinson Reliant  werd in eerste instantie gemaakt voor civiel gebruik (SR, SR-1 - SR-10). In de Tweede Wereldoorlog deden vanaf 1942 speciale militaire versies (AT-19/UC-81/V-77) dienst in het Amerikaanse en Britse leger.

## Ontwerp en historie
De Stinson Reliant heeft een conventioneel (twee hoofdwielen met een staartwiel) vast landingsgestel. De romp is geconstrueerd van metalen buizen met een doekbespanning. De vleugels bestaan uit een  aluminium frame bespannen met doek. De Reliant werd in de loop der tijd uitgerust met diverse merken (Lycoming, Wright, Pratt & Whitney) stermotoren van 215-450 pk. Vanaf model SR-7 werd de rechte vleugelvorm veranderd in een gull-wing.

## Varianten
SR, SR-1 - SR-6Civiele vierzitter versies met rechte vleugels
SR-7Eerste serie met een gull-wing vleugel.
SR-8Vijfzitter versie.
SR-8DVersie voor licht transport.
SR-9Model met een gebogen voorruit.
SR-10Multifunctioneel model gebouwd vanaf 1938. Leverbaar met wielonderstel, ski’s en drijvers.
AT-19Militaire trainingsversie.
UC-81Militaire versie voor licht transport en verbindingstaken.
V-77 (Vultee)Militaire versie die na de oorlog op de civiele markt werd aangeboden. Een spartaanse uitvoering van de SR-10 met één deur aan de linkerkant.

## Vergelijkbare vliegtuigen
- Noorduyn Norseman
- De Havilland Beaver
- Cessna Airmaster